# Babrungas
Babrungas (ryska: Бабрунгас) är en ort i Litauen. Den ligger i den nordvästra delen av landet, 250 km nordväst om huvudstaden Vilnius. Babrungas ligger 129 meter över havet och antalet invånare är 616.
Terrängen runt Babrungas är platt. Runt Babrungas är det ganska glesbefolkat, med 34 invånare per kvadratkilometer. Närmaste större samhälle är Plungė, 2,8 km sydväst om Babrungas. I omgivningarna runt Babrungas växer i huvudsak blandskog.